# Cryptonatica hirasei
Cryptonatica hirasei is een slakkensoort uit de familie van de Naticidae. De wetenschappelijke naam van de soort is voor het eerst geldig gepubliceerd in 1905 door Pilsbry.